# Quemado de Guines
'Quemado de Guines – miasto na Kubie, w prowincji Villa Clara. W 2004 r. miasto to zamieszkiwało 22 590 osób.